# Juicios por brujería en España
Los juicios por brujería en España no fueron tan numerosos como en la mayor parte de Europa. La Inquisición española prefirió centrarse en el delito de herejía y, en consecuencia, no consideró la persecución de la brujería una prioridad. De hecho, la desalentó en lugar de que se llevara a cabo por los tribunales seculares. Esto hace que solo se conozcan unos pocos casos aislados de ejecuciones por brujería realizados por tribunales seculares locales, hasta su desaparición a mediados del siglo XVII.
Este proceso fue similar al que se produjo con los juicios por brujería en Portugal y, con pocas excepciones, tuvo bastante éxito. Sin embargo, aunque la Inquisición desaconsejó los juicios de brujas en España, sí alentó los juicios de brujas particularmente severos en los Países Bajos españoles.

## Historia
A la Reconquista española le siguió la Inquisición española, que se centró en obtener la conformidad religiosa mediante la persecución de los judíos y los moros musulmanes y sus descendientes bautizados, lo que era considerado una máxima prioridad por la Iglesia. Por ello, en España la persecución de la brujería no fue considerada de interés. El Malleus maleficarum (1486) fue de hecho publicado casi al final de la reconquista.
Sin embargo, a principios del siglo XVI la ideología de la brujería fue aceptada en España. El Reino de Navarra había sido conquistado y pasó a formar parte de España en 1512 con la excusa de que las creencias heréticas y el inconformismo religioso estaban muy extendidos en Navarra,[cita requerida] lo que creó una situación tensa en la zona. Esta situación desembocó finalmente en uno de los primeros juicios masivos por brujería de Europa: los juicios por brujería de Navarra (1525-26). Por encargo de las autoridades navarras, se formó una comisión de brujería y un comisionado recorrió los Pirineos para identificar así a las brujas. Ejecutaron a un número indeterminado de personas y confiscaron sus bienes. Poco antes, entre 1524 y 1525, en La Puebla de Montalbán en la provincia de Toledo se sometió a proceso de Fe a Inés Alonso, una hechicera conocida como la Manjirona, que fue acusada, entre otras razones, de invocar al demonio para preparar filtros amorosos, y fue condenada a morir con el garrote. Posteriormente, su cuerpo fue quemado en la hoguera.
Los juicios por brujería eran considerados en ese momento un delito nuevo en España. En agosto de 1525 la Inquisición española puso fin a los juicios por brujería de Navarra y publicó una investigación sobre cómo debían investigarse dichos juicios. En febrero de 1526, la Inquisición española emitió un reglamento sobre brujería en el que establecía que, aunque aceptaban a las brujas y su participación en el Sabbath de Satanás como una realidad, recomendaban el arrepentimiento en lugar de la pena de muerte para los condenados y prohibían la confiscación de sus bienes. Esta regulación casi logró poner final a los juicios por brujería en España: entre 1526 y 1611, la Inquisición se centró así en la herejía y sólo unas veintidós personas fueron condenadas por brujería.
Tras los procesos por brujería de Navarra (1525-26), pasaron cincuenta años antes de que se produjera otra ejecución por brujería en Navarra. En 1575, la ejecución de Maria Johan dio lugar a una gran caza de brujas, los juicios de brujas de Navarra (1575-76) con cincuenta acusadas de brujería, pero la Inquisición española logró transferir estas investigaciones de las autoridades seculares a la Inquisición, lo que resultó en que no hubiera más ejecuciones.
Sin embargo, la Inquisición española no logró impedir que los tribunales seculares locales llevaran a cabo juicios de brujas. Esto dio lugar a uno de los mayores juicios masivos de brujas en Europa fuera de Alemania: los juicios de brujas vascos de 1609. Un segundo incidente fue una serie de severas cazas de brujas en Cataluña entre 1615 y 1630, gestionadas por los tribunales seculares locales, que resultaron en alrededor de cien ejecuciones antes de que la Inquisición lograra tomar el control de la situación.
Se sabe que las condenas más habituales que la Inquisición española imponía para los delitos de hechicería eran vestir de penitentes, azotes (habitualmente entre 100 y 200) o el destierro de entre uno y diez años. El tiempo de condena al destierro podía llegar a duplicarse si el exilio era quebrantado en algún momento. Los crímenes más graves recibían penas de cadena perpetua o galeras.
Se considera que en 1767, María Pujol fue probablemente la última persona ejecutada por brujería en España, tras un largo periodo en el que no hubo juicios por brujería.